# Giovanni Brusca
Giovanni Brusca (San Giuseppe Jato, 20 februari 1957) is een voormalig lid van de Siciliaanse maffia, en voerde in 1992 persoonlijk de moord (bomaanslag) op openbaar aanklager Giovanni Falcone uit, als lid van de "Corleonesi". Hij verklaarde tussen de 200 en 300 moorden op zijn geweten te hebben, maar kon zich het precieze getal niet meer herinneren. Hij werd bij verstek veroordeeld tot levenslang, en in 1996 uiteindelijk gearresteerd, waarna hij meewerkte met de politie.
"U Verru" of "de Wrat", zoals hij ook genoemd werd was een pafferig en onverzorgd figuur, die goed bekendstond bij de andere maffiosi. Hij werd ook wel "Il Porco", "het Varken" of "Il Maiale", "het Zwijn" genoemd. Een andere, passende, bijnaam is "lo Scannacristiani" of "Christenmoordenaar" (waarbij "christen" een verwijzing is naar de burgers van Sicilië).
Don Tommaso Buscetta, de eerste die de "heilige" omerta (zwijgplicht) brak en zijn verhaal deed bij Giovanni Falcone, herinnert zich Giovanni Brusca als "Een wilde stier, maar een prima leider".
Begin juni 2021 werd Brusca, na 25 jaar opsluiting, opnieuw vrijgelaten op basis van zijn medewerking met het gerecht.

## Maffiacarrière
Giovanni Brusca, geboren in San Giuseppe Jato, leek in de wieg gelegd voor een leven binnen de cosa nostra. Zijn grootvader en overgrootvader waren al lid van de maffia (naast hun beroepen als boer), en zijn vader, Bernardo Brusca,
was Capodecino (maffiabaas) van de "San Giuseppe Jato" familie op Sicilië. Hij zat sinds 1985 meerdere levenslange gevangenisstraffen uit, voor verschillende moorden. Hij onderhield goede contacten met de Corleonesi van Salvatore Riina en Bernardo Provenzano, en verving uiteindelijk Antonio Salamone als Capo van zijn eigen "San Giuseppe Jato" familie. Hiermee had hij het pad goed voorbereid voor de carrière van zijn drie zonen; Emanuele, Giovanni en Vincenzo, in cosa nostra's meest meedogenloze en machtigste clan, de Corleonesi.
Hij verklaarde aan zijn advocaat, vlak voor zijn overlijden, het volgende over zijn zonen: "Ik ben een oude man, dus voor wat 't nog waard is; ze maakten de juiste keuze." Hiermee refereerde hij aan het samenwerken van zijn zoons met de politie, na hun arrestaties. Bernardo stierf op 8 december 2000, na een periode van ziekte, op 72-jarige leeftijd aan een hartaanval.
Op 20-jarige leeftijd werkte Giovanni geregeld als chauffeur voor Bernardo Provenzano, en werd lid van het Corleonesi doodseskader, onder direct bevel van Riina. Hij volgde zijn vader op als baas van de "San Giuseppe Jato" familie, na diens arrestatie in 1989.

## Meedogenloos
Volgens maffiakenner Francesco La Licata, een journalist voor de krant "La Stampa", beschreven alle "pentiti" (spijtoptanten) hem als een soort slager met een goed instinct maar met weinig charisma.
Niets symboliseert Brusca's hardheid meer dan de ontvoering van, en de moord op het 11-jarige jongetje, Giuseppe Di Matteo. De vader van het slachtoffer, Santo Di Matteo, was betrokken geweest bij de moord op Falcone in 1992, gearresteerd in 1993, en werd vervolgens de eerste getuige in de zaak van Giovanni Falcone's dood. Voor deze samenwerking moest de man zwaar boeten, want op 23 november 1993 werd zijn zoontje, als vergelding, ontvoerd.
Brusca en zijn mannen hielden het jongetje voor een periode van 26 maanden gevangen, en hebben hem in die periode ook gemarteld. Verschrikkelijke foto's van het gewonde jongetje werden naar zijn vader gestuurd, om hem zo te dwingen zijn verklaring weer in te trekken, en niet te getuigen voor de rechtbank.
Di Matteo was in een laatste wanhoopspoging nog afgereisd naar Sicilië om te onderhandelen over de vrijlating van zijn zoon, maar tevergeefs. Op 11 januari 1996, na 779 dagen werd de jongen doodgewurgd in opdracht van Giovanni Brusca. Vervolgens werd het stoffelijk overschot opgelost in een vat zuur, om het bewijsmateriaal te vernietigen.
Brusca zou Di Matteo nog één keer ontmoeten; in de rechtszaal. Di Matteo vertelde de rechter: "Ik garandeer u mijn overgave en medewerking, maar dit beest garandeer ik niks. Als u me twee minuten met hem alleen laat, snij ik z'n hoofd eraf."
Giovanni Brusca was een van de machtigste leiders van de cosa nostra in de periode tussen Riina’s arrestatie in januari 1993, en die van hemzelf in mei 1996. Hij was betrokken in de terreurcampagne in 1993 tegen de staat, die bedoeld was de overheid te dwingen zich terug te trekken uit de klopjacht op de maffia na de moorden op anti-maffiamagistraten Giovanni Falcone en Paolo Borsellino. In de maanden na Riina's arrestatie volgde er een serie bomaanslagen, uitgevoerd door de Corleonesi, gericht op een aantal toeristische trekpleisters op het Italiaanse vasteland. De "Via dei Georgofili" in Florence, "Via Palestro" in Milaan en de "Piazza San Giovanni" in Laterano. De bekendste aanslagen waren echter de "Via San Teodoro" in Rome, waarbij 10 mensen om het leven kwamen en 71 gewonden vielen en de autobom bij de "Galleria degli Uffizi", de galerij bij het Paleis van Florence, waarin een museum gevestigd is. Behalve de vernietiging en beschadiging van enkele belangrijke schilderijen, kwamen hierbij nog eens 5 mensen om het leven.

## Arrestatie
Op 20 mei 1996, in een klein Siciliaans landhuis, vlak bij Agrigento, werd Brusca op 39-jarige leeftijd gearresteerd. Hij was net aan het dineren met zijn vriendin, hun zoontje, zijn broer Vincenzo en diens vrouw met twee kinderen. De onderzoekers waren achter de locatie gekomen nadat een agent in burger op een motor langs het huis gereden was. Het politieteam dat de mobiele telefoon van Brusca afluisterde, hoorde de agent langskomen, en wisten op die manier zeker dat Brusca zich in dat huis verschanste. De carabinieri agenten waren uitgelaten toen Brusca, zo'n 90 minuten na de arrestatie, op het politiebureau arriveerde. Ze juichten, claxonneerden vanuit hun auto's en omhelsden elkaar. Sommigen deden ook hun beschermingsmasker af, alsof ze daarmee wilden aangeven niet meer bang voor de maffia te hoeven zijn. Anderen lukte het zelfs zich langs de beveiliging te duwen, en de rommelig geklede Brusca (vuile spijkerbroek, gekreukeld wit shirtje en een ongeschoren baardje), een slag in het gezicht te verkopen.
Brusca was het jaar daarvoor al bij verstek veroordeeld tot levenslang, vanwege de moord op Giovanni Falcone, vlak bij Capaci. Nu bekende hij in de rechtszaal de bom, die in een afvoerpijp onder de snelweg naar het vliegveld van Palermo was geplaatst, te hebben geactiveerd. Dit met een afstandsbediening, vanaf een nabijgelegen heuvel, waar hij het hele tafereel met een verrekijker kon volgen.

## Samenwerking met Justitie
Na zijn arrestatie begon Brusca mee te werken met de politie. Aanvankelijk werd zijn medewerking met argusogen aangezien, omdat men er niet zeker van was dat het gewoon een manier was om onder de strenge beperkingen uit te komen, die op de opgesloten maffiabazen van kracht waren.
Zou de staat echt bescherming willen bieden, om nog maar niet te spreken over een vergoeding en justitiële onschendbaarheid, aan een monster bij de bijnaam "U Verru", "het Varken"? De man die maffiapentito Di Matteo strafte door het lichaam van zijn 11-jarige zoontje op te lossen in een zuurbad?
In de eerste drie maanden, bleken veel van Brusca's bekentenissen oncontroleerbaar of zelfs onwaar. Veel politici waren daarom voor een verscherping van het "Pentito" systeem. Hoewel hij later verschillende moorden en andere criminele activiteiten had bekend, kreeg hij voor februari 1999 nog niet de status van collaborateur. Tot die tijd werd Brusca beschreven als een "dichiarante", ofwel meewerkende getuige. Ondanks dat nu veel van zijn beweringen bleken te kloppen, bleef men achterdochtig over het feit dat zijn medewerking nog steeds een plan zou kunnen zijn, om de andere "pentiti" te ontmoedigen, en de rechtsgang te blokkeren.
Brusca kwam met een controversiële versie over Riina's arrestatie waarin hij een geheime deal tussen de Carabinieri officieren, geheim agenten en de andere cosa nostra-bazen, die Riina's Corleonesi meer dan zat waren, beschrijft. Volgens Brusca ruilde Provenzano Riina in voor de waardevolle maar vooral belastende papieren in zijn woning, Via Bernini 52 te Palermo.
In 2004 was er ophef over Brusca's verlof van 1 week per 45 dagen, vanwege zijn goede gedrag en zijn medewerking met de autoriteiten. Deze zachte aanpak viel in zeer slechte aarde bij de families van zijn vele voormalige slachtoffers.
Begin juni 2021, na 25 jaar opsluiting, kwam Brusca opnieuw op vrije voeten.

## Trivia
- Brusca was de eerste man in de wereld die werd vervolgd met behulp van DNA-onderzoek. Toen de plaatselijke politie sigarettenpeuken vond op de plek waar hij zat, terwijl hij de bom liet ontploffen, werkte de plaatselijke politie samen met het Amerikaanse FBI Lab, wat resulteerde in het eerste moordonderzoek dat werd opgelost met behulp van DNA-onderzoek.